# Åsblåvinge
Åsblåvinge, Pseudophilotes vicrama, är en fjärilsart som först beskrevs av Frederic Moore 1865. Enligt Catalogue of Life ingår taxonet istället som två underarter till Pseudophilotes baton, Pseudophilotes baton vicrama (Moore, 1865) (Asien) och Pseudophilotes baton schiffermuelleri (Hemming, 1929) (Europa). Åsblåvinge går inte att skilja från Pseudophilotes baton på yttre karaktärer, men det finns tydliga skillnader i genitalierna. Åsblåvinge ingår i släktet Pseudophilotes och familjen juvelvingar. Enligt den finländska rödlistan är arten akut hotad, CR, i Finland.  Artens livsmiljö är torra, öppna sandmarker bevuxna med backtimjan och gärna med markstörning, som militära övningsområden och gräsmarker vid flygfält.

## Utbredning
Utbredningsområdet omfattar östra Europa (västerut till Italien, Österrike, Tyskland, Polen, de baltiska staterna och Finland) samt vidare österut via Turkiet, Afghanistan, norra Indien till västra Kina och Sibirien (östgräns i Sacha). I Finland, där den tidigare varit utbredd i södra delarna av landet finns den endast på ett fåtal lokaler i Satakunta och möjligen även i Savolax. Arten är ännu ej påträffad i Sverige eller i övriga Norden.

## Bildgalleri

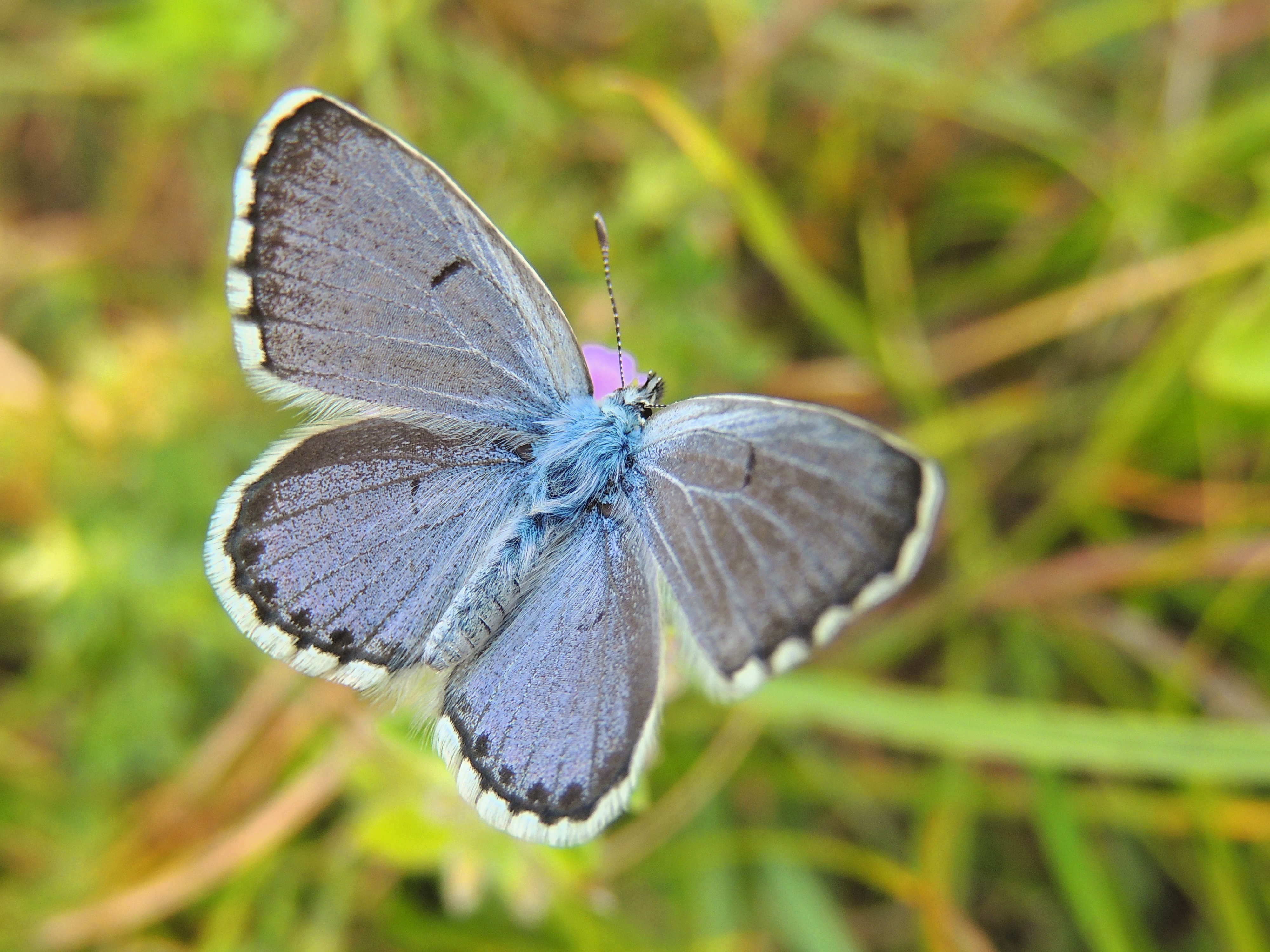
Imago fjäril
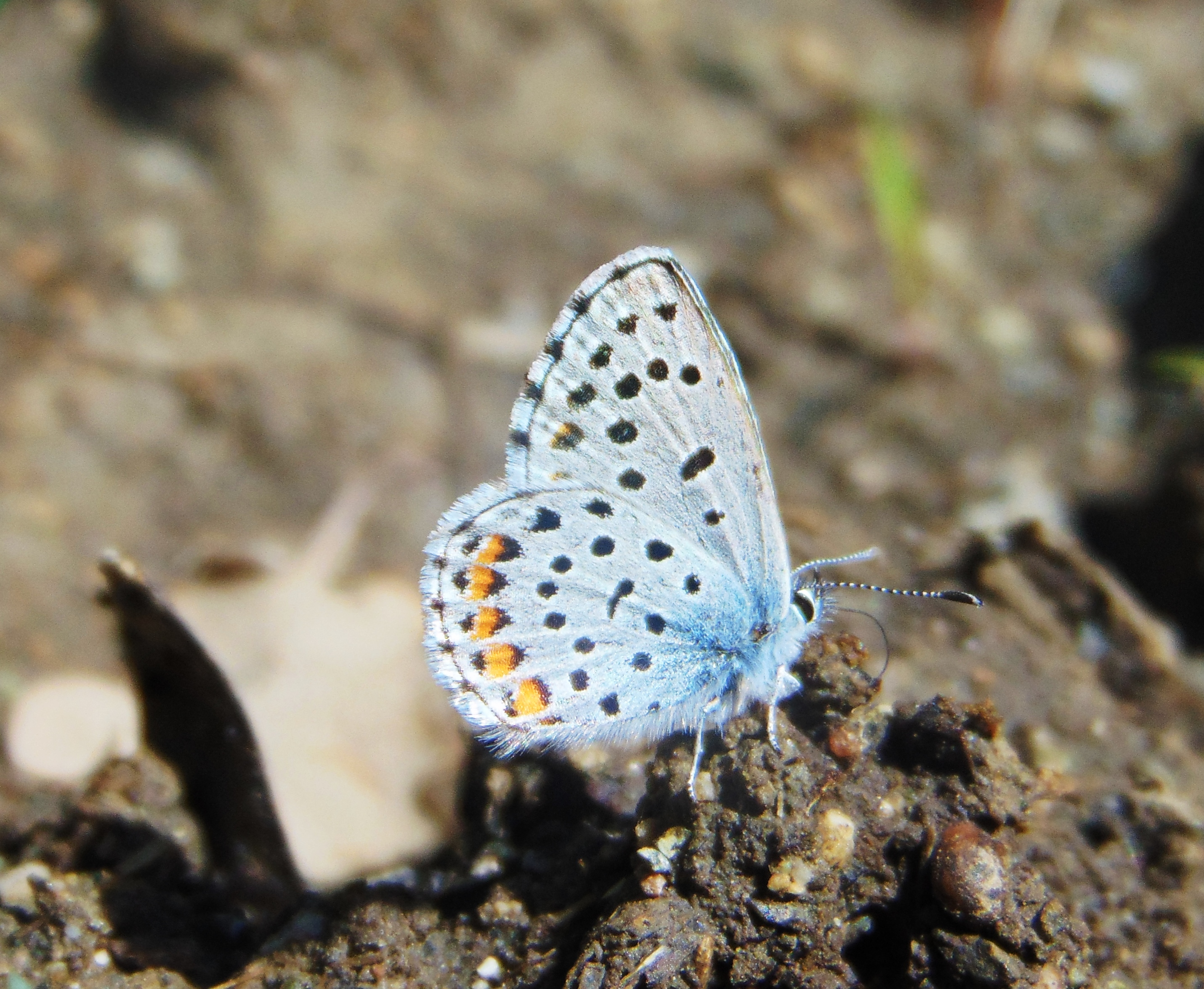
Imago fjäril, undersida
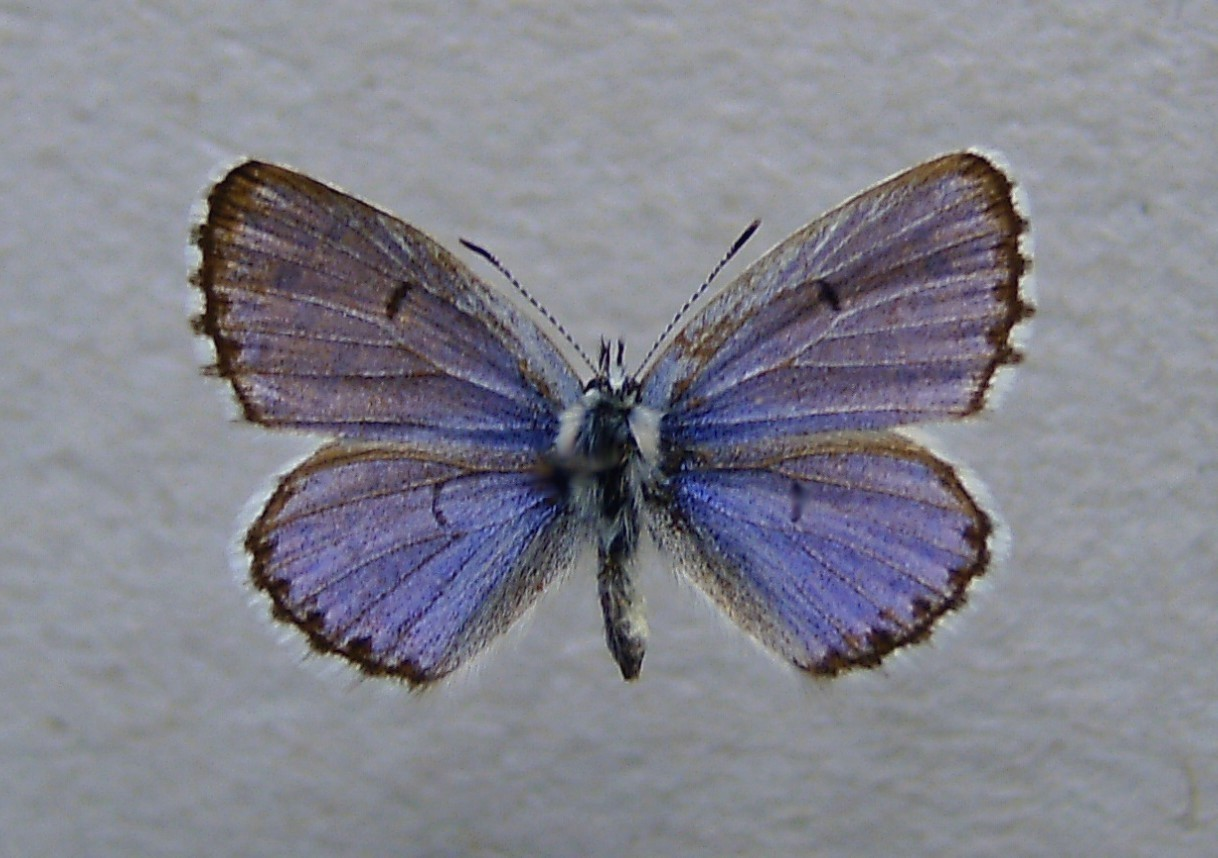
Preparerad (uppnålad) imago fjäril